# ألون مزراحي
ألون مزراحي (22 نوفمبر 1971 بتل أبيب في إسرائيل - ) (بالعبرية: אלון מזרחי‏) هو مقدم تلفزيوني ومدرب كرة قدم ولاعب كرة قدم إسرائيلي في مركز الهجوم. شارك مع منتخب إسرائيل تحت 18 سنة لكرة القدم ‏ ومنتخب إسرائيل تحت 21 سنة لكرة القدم ومنتخب إسرائيل لكرة القدم. أما مع النوادي، فقد لعب مع بيتار القدس ومكابي أخاء الناصرة ومكابي حيفا ونادي بني يهودا تل أبيب ونادي مكابي تل أبيب ونادي نيس ونادي هبوعيل بئر السبع ونادي هبوعيل تل أبيب وIsrael national beach soccer team ‏ وMaccabi Ironi Ashdod F.C. ‏ وهبوعيل كفار سابا ‏.

## وصلات خارجية
- ألون مزراحي على موقع الاتحاد الدولي (مؤرشف)  (الإنجليزية)
- ألون مزراحي على موقع الاتحاد الأوربي (الإنجليزية)
- ألون مزراحي على موقع رابطة كرة القدم الفرنسية للمحترفين (الإنجليزية)
- ألون مزراحي على موقع قاعدة بيانات كرة القدم.إي يو (الإنجليزية)
- ألون مزراحي على موقع ليكيب (الفرنسية)
- ألون مزراحي على موقع ناشيونال فوتبول تيمز (الإنجليزية)
- ألون مزراحي على موقع Soccerway.com (الإنجليزية)